# Jesús Moliné Labarta

Wappen von Jesús Moliné Labarta

Jesús Moliné Labarte (* 29. Januar 1939 in La Puebla de Alfindén) ist ein spanischer Geistlicher und emeritierter Bischof von Chiclayo in Peru.

## Leben
Jesús Moliné Labarte empfing am 28. März 1965 die Priesterweihe. Anschließend war er bis 1973 Pfarrvikar in Ejea de los Caballeros im Erzbistum Saragossa. Dann ging er nach Peru. Von 1973 bis 1991 war er Professor an der Universität Piura, von 1994 bis 1997 Pfarrvikar in der Pfarrei Unsere Liebe Frau von Fátima (Nuestra Señora De Fatima) in Piura. Zudem war er Richter am Kirchengericht des Erzbistums Piura und von 1993 bis 1997 Regens des Priesterseminars.
Papst Johannes Paul II. ernannte ihn am 8. Februar 1997 zum Koadjutorbischof von Chiclayo. Die Bischofsweihe spendete ihm der Bischof von Chiclayo, Ignacio María de Orbegozo y Goicoechea, am 19. März desselben Jahres in der Wallfahrtskirche Nuestra Señora de la Paz in Chiclayo; Mitkonsekratoren waren Oscar Rolando Cantuarias Pastor, Erzbischof von Piura, und Fortunato Baldelli, Apostolischer Nuntius in Peru.
Nach dem Tod von Ignacio María de Orbegozo y Goicoechea folgte er ihm am 4. Mai 1998 als Bischof von Chiclayo nach.
Papst Franziskus nahm am 3. November 2014 seinen altersbedingten Rücktritt an.